# (3205) Boksenberg
(3205) Boksenberg es un asteroide perteneciente al cinturón de asteroides, descubierto el 25 de junio de 1979 por Eleanor F. Helin y el también astrónomo Schelte John Bus desde el Observatorio de Siding Spring, Nueva Gales del Sur, Australia.

## Designación y nombre
Designado provisionalmente como 1979 MO6. Fue nombrado Boksenberg en honor al astrónomo británico Alexander Boksenberg.